# Daniel Verugian
Daniel Verugian o Daniel Varoujan (en armenio: Դանիէլ Վարուժան) (20 de abril de 1884-6 de agosto de 1915) fue un poeta armenio de principios del siglo XX. A la edad de 31 años, cuando estaba alcanzando un reconocimiento internacional, fue deportado y asesinado por el gobierno de Turquía, como parte de un plan oficial de genocidio armenio.

## Vida y educación
Varoujan nació como Daniel Tchboukkarian (Դանիէլ Չպուքքարեան) en la villa Prknig de Sivas en Turquía. Después de ir a la escuela local, fue enviado en 1896, año de la masacre Hamidiana, a Estambul, donde asistió a la escuela Mkhitarian. Continuó después sus estudios en la escuela Rafaeliana-Mourad de Venecia, y en 1905 entró a la universidad de Gante en Bélgica, donde siguió con sus cursos de literatura, sociología y economía. En 1909 regresó a su villa, donde enseñó en la escuela local por tres años. Después de su matrimonio con Araski Varoujan en 1912 fue nombrado director en la escuela San Gregorio el Iluminado, en Estambul.

## Grupo literario Mehian
En 1914 estableció el grupo literario Mehian y fundó una revista con Gostan Zarian, Hagop Oshagan, Aharon Parseghian y Kegham Parseghian. El movimiento tenía el enfoque de comenzar un Renacimiento Armenio. Los participantes veían como propósito principal el que se levantara la nación que había estado sujeta por siglos a la esclavitud y la oscuridad, reconectándose a su pasado precristiano (Mehian significa templo), también promovían la independencia y el rechazo a la tiranía, ya fuera de los liderazgos locales corruptos o del gobierno turco. La principal y fundamental ideología de los Mehian se expresaba como: 

"Anunciamos la adoración y la expresión del espíritu armenio, porque el espíritu armenio está vivo, pero aparece de vez en cuando. Decimos: sin el espíritu armenio no hay literatura armenia y artista armenio. Todo verdadero artista expresa solamente el espíritu de su propia raza ... Decimos: factores externos, costumbres adquiridas, las influencias extranjeras y las desviadas y emociones deformadas han dominado el espíritu armenio, pero no fueron capaces de asimilarlo."

## Muerte
El doctor y escritor armenio Roupen Sevag y otros testigos describieron la tortura y muerte de Varoujan. Después de haber sido arrestado y encarcelado, le dijeron que lo llevarían a la villa. En el camino el convoy fue detenido por un oficial turco, su asistente y cinco oficiales de la policía fuertemente armados. Después de robar las pertenencias de los cinco prisioneros, los primeros dos que estaban a cargo se fueron y ordenaron a los otros cinco que se los llevaran. Después de llevarlos al bosque atacaron a los prisioneros, y les quitaron las ropas hasta dejarlos a todos desnudos. Luego los amarraron uno a uno a los árboles y comenzaron a cortarlos lentamente con sus cuchillos. Los gritos podían ser escuchados por testigos escondidos a una distancia prudente.
Una de las obras principales de Varoujan fue La canción del pan (Հացին երգը) una colección de 50 páginas de poemas. Confiscado durante el genocidio, estaba sin terminar y en manuscrito al momento de su muerte. Se reporta que dicho manuscrito fue salvado por los oficiales turcos y publicado de manera póstuma en 1921. Los poemas celebran la majestuosidad de la vida en las villas dedicadas a la agricultura y a la vida que llevaban los campesinos armenios de Anatolia.
Más que nadie en su tiempo, Siamanto y Varoujan verbalizaron las esperanzas de los armenios a inicios del siglo XX. Utilizaron leyendas épicas antiguas e historia pagana como un trampolín y alegoría para sus aspiraciones, esperndo la supresión de la opresión y el renacimiento de las artes de Armenia.